# شعار غينيا الاستوائية
شعار غينيا الاستوائية تبني في 21 أغسطس 1979. ويحوي درع فضي يحوي شجرة البومباكس الاستوائية أو القطن الحريري أو شجرة الإله, فوق الدرع يتوضع 6 نجوم سداسية الأطراف التي تمثل أرض النيو موني الرئيسية والجزر التابعة للبلاد. تحت الدرع يوجد شريط فضي الذي يحوي شعار البلاد ( الوحدة , الحرية, والعدالة ).

## معرض صور